# Tataki

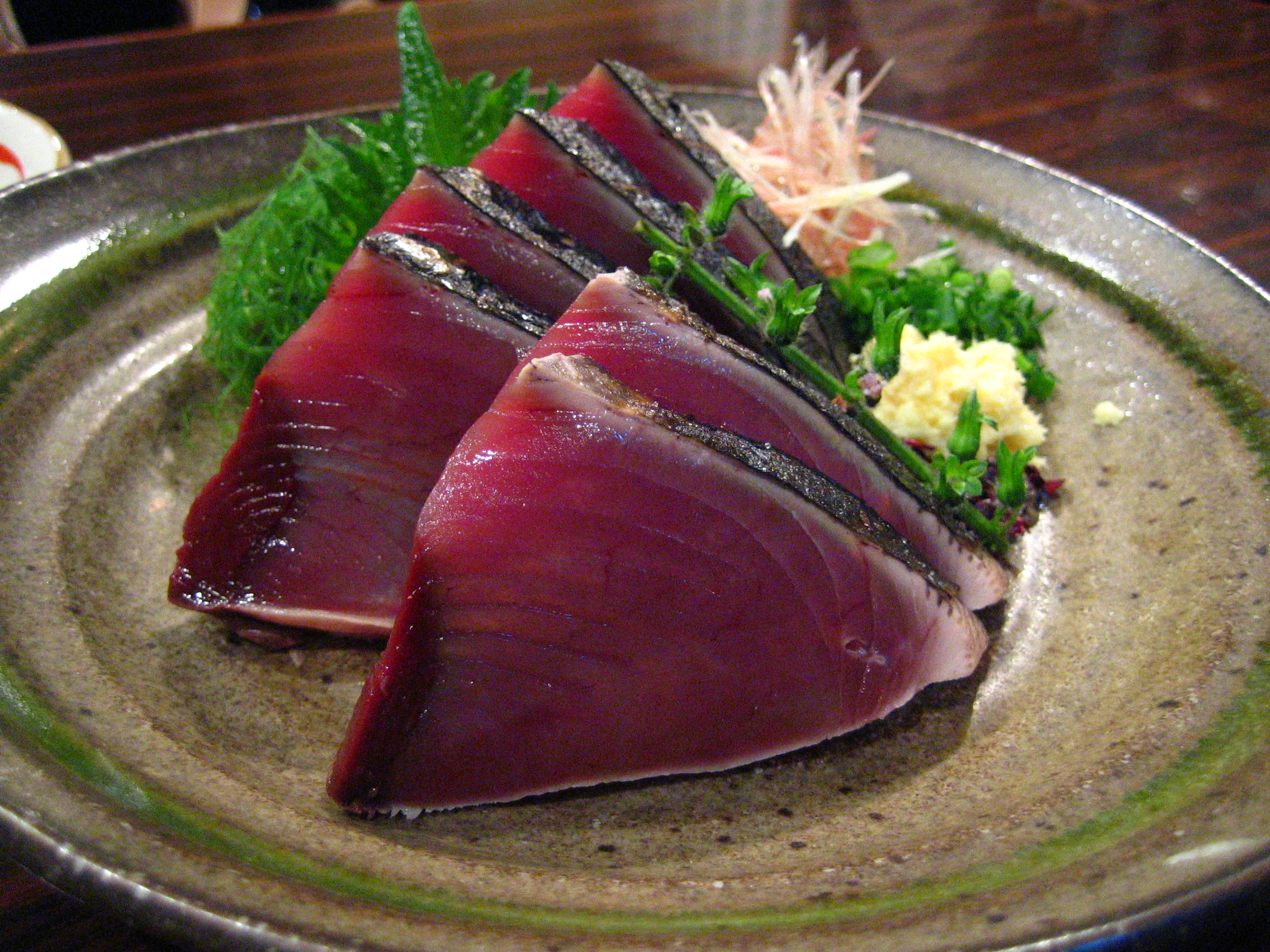
Tataki de bonítol.

Tataki (en japonès: たたき, literalment "colpejat", "espedaçat"), també anomenat tosa-mi, és una manera de preparar peix o carn en la gastronomia japonesa. La carn o el peix és salat, graellat molt lleument sobre una planxa calenta o al foc directament, quedant torrat per fora i cru per dins. Es recomana que després de graellat sigui ficat dins aigua o vinagre. Pot ser marinat en vinagre, tallat en trossos petits i temperat amb gingebre (pur o batut en una pasta, mètode que va donar origen al seu nom). Pot ser temperat amb shoyu.
Aquest mètode té el seu origen a la província de Tosa, actualment part de la prefectura de Kōchi. Segons la llegenda aquesta tècnica va ser desenvolupada per Sakamoto Ryoma, un samurai revolucionari del segle xix, que la va aprendre dels estrangers europeus que vivien a Nagasaki.